# Friedrich von Sachsen (1473–1510)

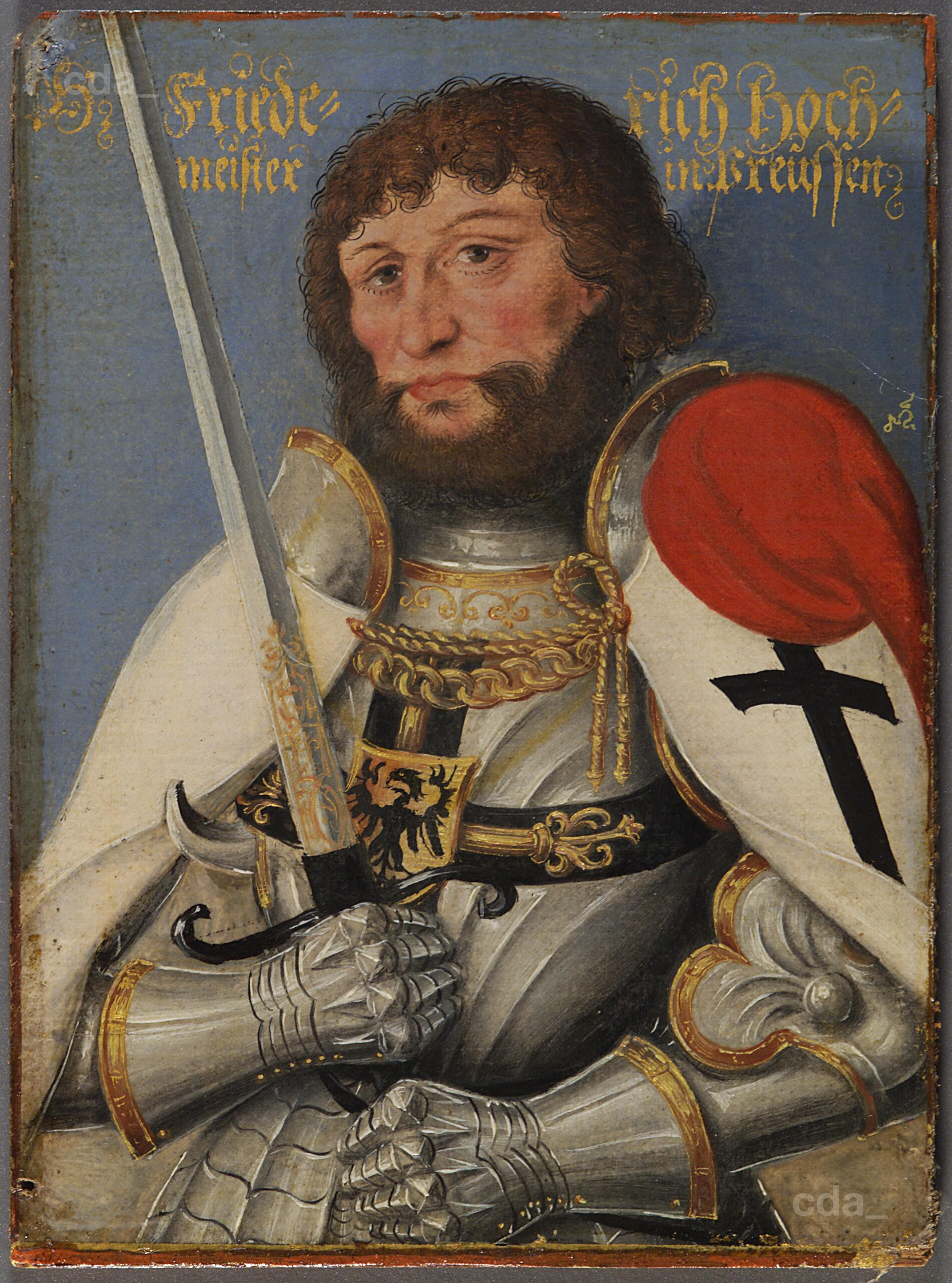
Friedrich von Sachsen, posthume Darstellung von Lucas Cranach den Jüngeren um 1580

Friedrich von Sachsen, auch Friedrich von Wettin, (* 26. Oktober 1473 in Torgau; † 14. Dezember 1510 in Rochlitz) war von 1498 bis 1510 der 36. Hochmeister des Deutschen Ordens.

## Leben
Er war der dritte (und jüngste überlebende) Sohn von Albrecht dem Beherzten und Zdena (Sidonie), der Tochter Georg von Podiebrads von Böhmen († 1510 in Tharandt).
Von 1491 bis 1495 studierte er an den Universitäten Siena, Bologna und Leipzig. Danach trat er in den Dienst am Hof des Erzbischofs Berthold von Henneberg in Mainz, Erzkanzler des Heiligen Römischen Reiches.
Im Jahr 1498 trat er dem Deutschen Orden bei, ausschließlich mit der Bestimmung Hochmeister zu werden. Seine offizielle Wahl erfolgte am 29. September 1498.
Friedrich leitete sofort eine umfangreiche und energische Reformpolitik zur Wiederaufrichtung und finanziellen Gesundung des Ordensstaates und zum Schutz des einfachen Volkes vor Übergriffen ein. Dies erreichte er durch verstärkte Visitationen und Schaffung einer Revisionskommission zur Kontrolle der Ausgaben. Auch verfügte Friedrich die Einrichtung eines Hofgerichts („Quatember“) als oberster juristischer Instanz des Ordensstaates. Überhaupt begann er den Ordensstaat nach dem Vorbild eines deutschen Territorialfürstentums umzustrukturieren. Eine weitere Maßnahme war die Reform des Münzsystems. Binnen kurzem wurde Friedrich von Sachsen so zu einem der beliebtesten Hochmeister überhaupt.
1503 wurde die Preußische Landesordnung zur Systematisierung der Gesetze und Gewohnheiten verabschiedet. 1507 folgte die preußische Kriegsordnung zur Neustrukturierung der Wehrkraft. Damit wurden rund 18.000 wehrfähige Bürger erfasst, die auf ein Feldheer von 10.000 Mann und Burgbesatzungen von 8.000 Mann verteilt wurden.
Durch die beharrliche Weigerung Friedrichs, dem Polenkönig den Treueid zu leisten, drohte dem Ordensland während seiner gesamten Amtszeit ein Krieg mit Polen. Aus sicherheitspolitischen Gründen verlegte er deshalb seine Residenz im Jahr 1507 in seine Heimat nach Rochlitz in Sachsen. Die Geschäftsführung in Preußen lag derweil beim Großkomtur. Auf dem Reichstag in Worms gelang ihm im Mai 1509 erfolgreich die Anfechtung des Zweiten Thorner Friedens gegenüber Polen.
Er starb am 14. Dezember 1510 in Rochlitz und wurde in der Fürstenkapelle im Dom zu Meißen beigesetzt.

## Vorfahren
| Ahnentafel Friedrich von Sachsen | Ahnentafel Friedrich von Sachsen                                                                     | Ahnentafel Friedrich von Sachsen                                                                     | Ahnentafel Friedrich von Sachsen                                                  | Ahnentafel Friedrich von Sachsen                                                  | Ahnentafel Friedrich von Sachsen                                                 | Ahnentafel Friedrich von Sachsen                                                 | Ahnentafel Friedrich von Sachsen                                                 | Ahnentafel Friedrich von Sachsen                                                 |
| -------------------------------- | --- | --- | --------------------------------------------------------------------------------- | --------------------------------------------------------------------------------- | -------------------------------------------------------------------------------- | -------------------------------------------------------------------------------- | -------------------------------------------------------------------------------- | -------------------------------------------------------------------------------- |
| Ururgroßeltern                   | Markgraf Friedrich III. (1332–1381) ⚭ 1346 Katharina von Henneberg (1334–1397)                       | Herzog Heinrich I. zu Braunschweig-Lüneburg (1355–1416) Sophie von Pommern (1370–1406)               | Herzog Leopold III. (1351–1386) ⚭ 1365 Viridis Visconti von Mailand (1350–1414)   | Ziemowit IV. Alexandra von Litauen                                                | Boček II. von Podiebrad (–1417) Anna Elisabeth von Leipa                         | ?                                                                                | ?                                                                                | ?                                                                                |
| Urgroßeltern                     | Kurfürst Friedrich I. von Sachsen (1370–1428) ⚭ 1402 Katharina von Braunschweig-Lüneburg (1395–1442) | Kurfürst Friedrich I. von Sachsen (1370–1428) ⚭ 1402 Katharina von Braunschweig-Lüneburg (1395–1442) | Herzog Ernst der Eiserne (1377–1424) ⚭ 1412 Cimburgis von Masowien (1394/97–1429) | Herzog Ernst der Eiserne (1377–1424) ⚭ 1412 Cimburgis von Masowien (1394/97–1429) | Viktorin von Podiebrad (1403–1427) Anna von Wartenberg (1403–1427)               | Viktorin von Podiebrad (1403–1427) Anna von Wartenberg (1403–1427)               | Smil von Sternberg (–1431) Barbara von Pardubitz (–1433)                         | Smil von Sternberg (–1431) Barbara von Pardubitz (–1433)                         |
| Großeltern                       | Kurfürst Friedrich II. (1412–1464) ⚭ 1431 Margaretha von Österreich (1416–1486)                      | Kurfürst Friedrich II. (1412–1464) ⚭ 1431 Margaretha von Österreich (1416–1486)                      | Kurfürst Friedrich II. (1412–1464) ⚭ 1431 Margaretha von Österreich (1416–1486)   | Kurfürst Friedrich II. (1412–1464) ⚭ 1431 Margaretha von Österreich (1416–1486)   | König Georg von Podiebrad (1420–1471) ⚭ 1441 Kunigunde von Sternberg (1425–1449) | König Georg von Podiebrad (1420–1471) ⚭ 1441 Kunigunde von Sternberg (1425–1449) | König Georg von Podiebrad (1420–1471) ⚭ 1441 Kunigunde von Sternberg (1425–1449) | König Georg von Podiebrad (1420–1471) ⚭ 1441 Kunigunde von Sternberg (1425–1449) |
| Eltern                           | Herzog Albrecht der Beherzte (1443–1500) ⚭ 1464 Sidonie von Böhmen (1449–1510)                       | Herzog Albrecht der Beherzte (1443–1500) ⚭ 1464 Sidonie von Böhmen (1449–1510)                       | Herzog Albrecht der Beherzte (1443–1500) ⚭ 1464 Sidonie von Böhmen (1449–1510)    | Herzog Albrecht der Beherzte (1443–1500) ⚭ 1464 Sidonie von Böhmen (1449–1510)    | Herzog Albrecht der Beherzte (1443–1500) ⚭ 1464 Sidonie von Böhmen (1449–1510)   | Herzog Albrecht der Beherzte (1443–1500) ⚭ 1464 Sidonie von Böhmen (1449–1510)   | Herzog Albrecht der Beherzte (1443–1500) ⚭ 1464 Sidonie von Böhmen (1449–1510)   | Herzog Albrecht der Beherzte (1443–1500) ⚭ 1464 Sidonie von Böhmen (1449–1510)   |
| Friedrich von Sachsen            | | |                                                                                   |                                                                                   |                                                                                  |                                                                                  |                                                                                  |                                                                                  |